# グレイテスト・ヒッツ・ライヴ (カーリー・サイモンのアルバム)
『グレイテスト・ヒッツ・ライヴ』（Greatest Hits Live）は、アメリカ合衆国のシンガーソングライター、カーリー・サイモンが1988年に発表したキャリア初のライブ・アルバム。

## 背景
HBO制作の特別番組「Carly in Concert - Coming Around Again」のために収録されたマーサズ・ヴィニヤード公演の音源が使用されている。なお、HBOから発売された映像作品『Live From Martha's Vineyard』は、「ライト・シング・トゥ・ドゥー」が外された代わりに本作には未収録の「Give Me All Night」、「You Have to Hurt」、「The Stuff That Dreams Are Made of」が追加された13曲入りで、2004年に発売された同作の再発DVDには、「ライト・シング・トゥ・ドゥー」も含む14曲が収録された。
2017年10月に発売された、アルバム『カミング・アラウンド・アゲイン』（1987年）の30周年デラックス・エディション盤ボーナス・ディスクには、本作からの全11曲が収録された。

## 反響・評価
母国アメリカでは合計13週Billboard 200入りして、1988年9月10日に最高87位を記録した。全英アルバムチャートでは6週トップ100入りし、最高49位を記録した。また、本作からシングル・カットされた「うつろな愛」のライブ・バージョンは、全英シングルチャートで96位に達した。
William Ruhlmannはオールミュージックにおいて5点満点中4点を付け、サイモンが既に様々なレーベルを渡り歩いてきたことを指摘した上で「個々の曲は見事に演奏されており、もちろん再録音であるとはいえ、本作がゴールドディスク認定を得る商業的成功を収めたことは、サイモンのファンがキャリアを総括した良質な回顧展を求め、身を委ねたかったことを裏付けている」と評している。

## 収録曲
特記なき楽曲はカーリー・サイモン作。
1. 私を愛したスパイ - "Nobody Does It Better" (Marvin Hamlisch, Carole Bayer Sager) - 3:44
2. うつろな愛 - "You're So Vain" - 4:44
3. 恋人たちのバラード - "It Happens Every Day" - 2:38
4. アンティシペイション - "Anticipation" - 3:17
5. ライト・シング・トゥ・ドゥー - "The Right Thing to Do" - 2:48
6. 思わせぶり - "Do the Walls Come Down" (Carly Simon, Paul Samwell-Smith) - 4:05
7. ユー・ビロング・トゥ・ミー - "You Belong to Me" (C. Simon, Michael McDonald) - 3:35
8. トゥー・ホット・ガールズ - "Two Hot Girls (On a Hot Summer Night)" - 5:12
9. オール・アイ・ウォント・イズ・ユー - "All I Want Is You" (C. Simon, Jacob Brackman, Andy Goldmark) - 3:56
10. カミング・アラウンド・アゲイン/イッツィ・ビッツィ・スパイダー - "Coming Around Again/Itsy Bitsy Spider" - 7:00
11. ときめくままに - "Never Been Gone" (C. Simon, J. Brackman) - 3:58

## 参加ミュージシャン
- カーリー・サイモン - ボーカル
- トム・"T-ボーン"・ウォーク - アレンジ、音楽監督、ベース、アコーディオン、ピアノ
- ジミー・ライアン - ギター、バックグラウンド・ボーカル
- ヒュー・マクラッケン - ギター
- ロビー・コンドー - ピアノ、シンセサイザー
- ロビー・キルゴア - シンセサイザー、パーカッション
- リック・マロッタ - ドラムス、電子ドラム、パーカッション
- マイケル・ブレッカー - サクソフォーン、AKAI EWI
- ラニ・グローヴス - バックグラウンド・ボーカル
- ケイシー・シシク - バックグラウンド・ボーカル
- フランク・シムズ - バックグラウンド・ボーカル
- ベン・テイラー、サリー・テイラー、アレクサンドラ・テイラー、アイザック・テイラー、エリザベス・ウィザム、アキナー・ウィザム - アディショナル・バックグラウンド・ボーカル(on #10)